# 공포

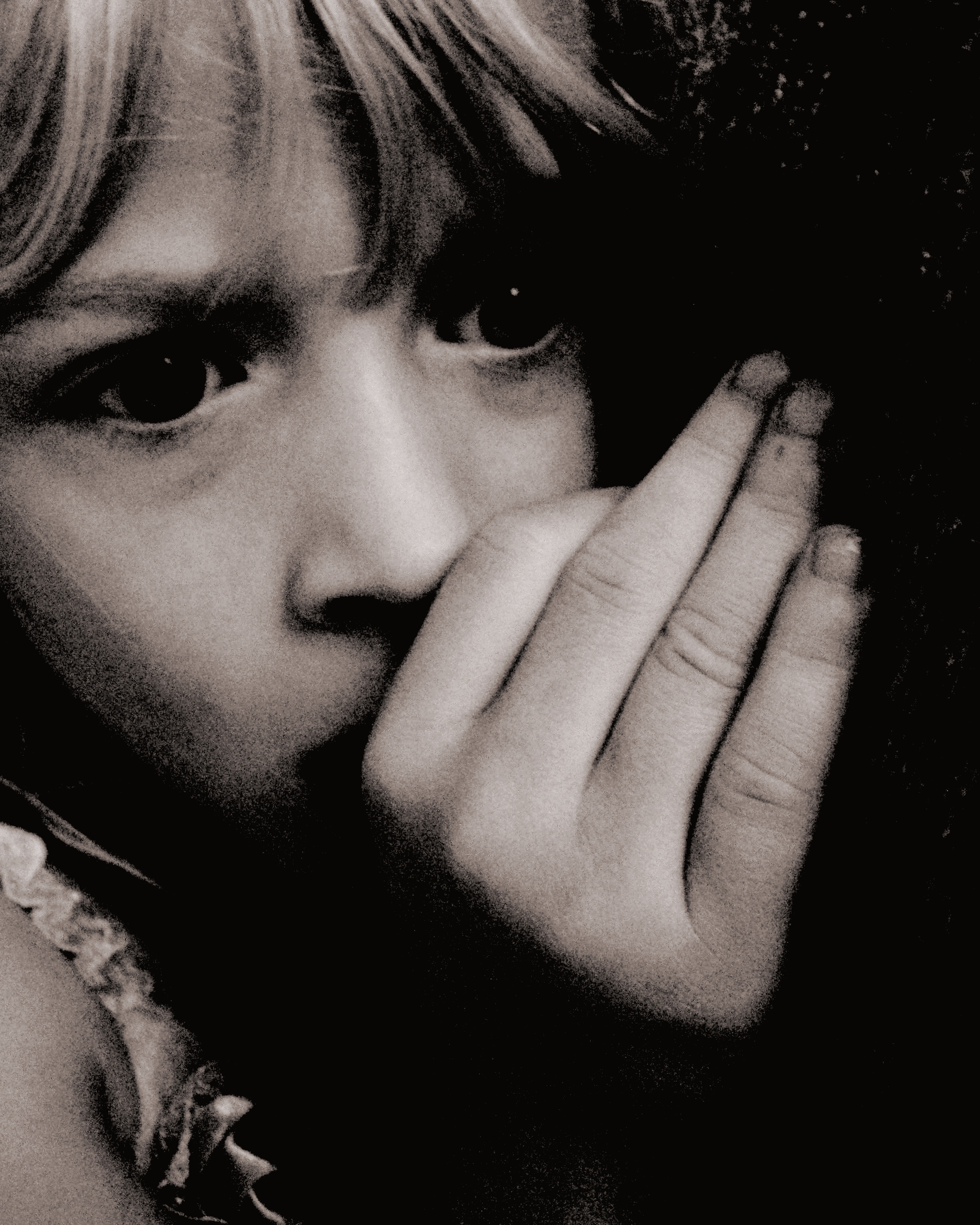
어떤 불명확한 대상에 공포를 느끼고 겁에 질린 여자아이.

공포(恐怖) 또는 두려움은 특정한 사물이나 상황에 대해 지속적으로 나타나는 비이성적이고 극렬한 두려움을 말한다. 그러나 공포의 경험은 대부분 불안을 증상으로 하기 때문에 공포 자체를 불안장애의 한 유형으로 보기도 한다. 공포는 위험이나 위협을 인지하거나 인식할 때 나타나는 매우 불쾌한 원초적 감정이다. 공포는 공격적인 대응이나 위협을 피하는 등의 행동 반응을 일으킬 수 있는 심리적 변화를 야기한다. 인간에게 있어서 공포는 현재 발생하는 어떤 자극에 대한 반응으로 나타날 수도 있고, 자신에게 위험으로 인식되는 미래의 위협에 대한 기대나 기대로 나타날 수도 있다. 공포 반응은 위협에 직면하거나 위협으로부터 탈출/회피하는 위험에 대한 인식(투쟁-도피 반응이라고도 함)에서 발생하며, 극단적인 경우 공포(및 테러)의 경우 동결 반응이 될 수 있다. 공포 반응은 여러 정신 장애, 특히 불안 장애와도 관련이 있다.
인간과 다른 동물의 경우 공포는 인지와 학습 과정을 통해 조절된다. 따라서 공포는 합리적이고 적절한 것으로 판단되거나, 비합리적이고 부적절한(또는 무의식적인) 것으로 판단된다. 비합리적인 공포를 공포증이라고 한다.
공포는 감정적 불안과 밀접한 관련이 있으며, 이는 통제할 수 없거나 피할 수 없는 것으로 인식되는 미래의 위협으로 인해 발생하는 경우가 많다. 공포 반응은 적절한 행동 반응을 불러일으켜 생존에 도움이 되므로 진화 전반에 걸쳐 보존되어 왔다. 사회학적, 조직적 연구에 따르면 개인의 공포는 자신의 본성에만 의존하는 것이 아니라 사회적 관계와 문화에 의해서도 형성되며, 이는 언제, 얼마나 많은 공포를 느껴야 하는지에 대한 이해를 안내한다.

## 공포증
공포증은 공포의 감정이 강박적으로 특정대상에 결부되어 행동을 저해하는 이상반응으로서, 공포의 대상에 따라 다양한 공포의 유형이 있을 수 있다. 예를 들어, 높은 위치에 대한 두려움은 고소공포증(acrophobia), 열린 곳이나 공공장소에 대한 두려움은 광장공포증(agoraphobia), 밀폐된 공간에 대한 두려움은 폐쇄공포증(claustrophobia), 낯선 곳이나 이방인에 대한 두려움은 원어 그대로인 제노포비아(xenophobia), 어둠에 대한 두려움은 어둠공포증(nyctophobia) 등으로 불린다.

## 대처

### 약물
편도체(amygdala)에 작용하여 공포 조건화(fear conditioning)와 공포증(phobia)을 치료하는 약물치료는 글루코코르티코이드(glucocorticoid)이다. 한 연구에서, 공포 기제(mechanism of fear)와 공포 조건화를 이해하고자 편도체 중앙핵(central nuclei)에 있는 글루코코르티코이드 수용체(glucocorticoid receptor)를 단절시켰다. 글루코코르티코이드 수용체는 크리리컴비나제(Cre-recombinase)가 포함된 렌티바이러스 매개체(lentiviral vectors)를 쥐들에게 주입하는 방식으로 억제되었다. 실험결과, 글루코코르티코이드 수용체 단절은 조건화된 공포 행동을 억제하는 것으로 드러났다. 쥐들은 공포를 느끼면 얼어버리듯 마비되는 정상 반응을 일으키는 청각 신호에 쉽게 반응하였다. 그러나 이러한 마비가 클루코코르티코이드 수용체를 억제한 쥐들에게서 감소된 것이 관찰되었다.

### 심리학
인지행동치료(Cognitive behavioral therapy, CBT)는 공포 극복에 도움을 준다. 공포는 단순히 말각하거나 기억을 삭제하는 것 이상의 복잡한 것이기에, 활동적이고 성공적인 접근방식은 사람들로 하여금 반복하여 공포를 대면하게 한다. 안전한 방식으로 공포를 대면하게 함으로써, 공포유발기억(fear-triggering memories)이나 자극을 억제할 수 있다.
노출 치료(Exposure therapy)는 특정 공포증을 가지고 있는 환자 중 90% 정도에게 장기간 시행하면서 공포를 감소시키게 하는 효과가 있는 것으로 알려져 있다.
기타 심리치료로는 체계적 둔감화(systematic desensitization)가 있다. 이는 공포를 제거하거나 이러한 공포에 대하여 혐오스러운 반응을 만들어서 그것을 대체하는 행동치료(behavior therapy)이다. 대체는 완화가 될 것이고 조건화를 통하여 발생할 것이다. 조건화 치료(conditioning treatment)를 통하여 근육긴장은 이완되며, 심호흡튼 긴장이완에 도움이 된다.

### 기타치료
공포를 치료하거나 다루는 다른 방식으로는 공포에 관한 이성적 생각들을 작성하는 것이 있다. 공포일기쓰기(Journal entries)는 안전을 해하거나 불확실성을 일으키지 않고도 공포를 표현하는 좋은 방식이다. 다른 것으로는 공포 사다리(fear ladder)가 있다. 곡포 사다리를 만들어서 자신의 공포를 모두 적고 점수를 1-10까지 매긴다. 그리고 공포 중에서 가장 낮은 점수의 공포부터 다룬다.
종교에서 위안을 찾는 것은 공포를 다루는 또다른 방법이다. 사후에는 무엇이 있는지, 사후세계가 있는지와 같은 공포에 관한 질문들에 답하는 것은 답을 통하여 불확실성이 설 자리가 사라짐에 따라 죽음에 대한 공포를 줄여줄 수 있다. 종교는 공포를 무시하는 것이 아니라 이해하고 알게 하는 방식을 제공한다.

## 같이 보기
- 감정
- 불안
- 공포증
- 공포 소설
- 공포 영화
- 괴담
- 도시전설
- 마음챙김